# Arbitrage (droit)
Pour les articles homonymes, voir Arbitrage.
Ne pas confondre avec le droit de se faire justice à soi-même ou Justice privée.
L'arbitrage est un mode alternatif de règlement des conflits par lequel des parties conviennent, d'un commun accord, de soumettre leur différend à un tribunal arbitral généralement composé de 1 ou 3 arbitres. L'arbitre rend une sentence qui s'impose aux parties sous réserve du respect de certaines conditions. L'arbitrage permet donc de régler un litige, en saisissant non les tribunaux de l'État mais une juridiction arbitrale, en confiant le différend à un ou plusieurs particuliers ou arbitres professionnels choisis par les parties. Il constitue dès lors un mode de règlement extra-judiciaire des conflits.

## Définition
L'arbitrage correspond à un mode de résolution des litiges par lequel les parties, d'un commun accord, confient le règlement de leur litige à une ou plusieurs personnes privées qu'elles choisissent, et qui ont pour mission de juger le litige qui leur est soumis. En agissant ainsi, les parties décident donc de soustraire l'examen de leur litige aux juridictions étatiques. 

## Description

### Caractéristiques générales de l'arbitrage
Il s’agit pour les deux parties en présence d’accepter de faire trancher leur litige par un ou plusieurs tiers. Cette justice privée présente certaines caractéristiques :
- les parties peuvent choisir la loi applicable au fond de leur litige, voire s'affranchir de toute loi étatique[2];
- elle est discrète, puisque la procédure d’arbitrage n’est pas publique, ce qui est un avantage dans un certain nombre de domaines, en particulier en matière commerciale ;
- elle est rapide, puisqu’elle s’affranchit des lourdeurs de la justice d’État ; du point de vue de celui-ci,
- Les parties prennent à leur charge la rémunération du ou des arbitre(s)
- il est possible que les arbitres se prononcent non en droit, mais en équité si les parties le leur demandent au titre de l’amiable composition. Cette faculté n'est cependant pas propre à l'arbitrage, puisque le juge étatique peut également statuer en amiable compositeur lorsque les parties le souhaitent[3].
- la procédure d'arbitrage fait abstraction de l'article 1351 du Code Civil qui est relatif à l'autorité de la chose jugée du pouvoir du juge.
- L'autorité judiciaire n'a point le droit de modifier une décision arbitrale. En revanche, la sentence est susceptible de faire l'objet d'un recours en annulation dont les griefs sont énumérés par l'article 1492 du Code de procédure civile en droit français[4]. Les principaux motifs résident dans la contestation de la compétence du Tribunal arbitral (les arbitres se sont déclarés à tort compétents); un défaut d'impartialité des arbitres ou encore une sentence rendue hors délai.

### Recourir à l'arbitrage

#### Consentement à l'arbitrage
Toute personne physique ou morale de droit privé (et plus exceptionnellement de droit public), confrontée à un litige, peut recourir à l'arbitrage afin de faire trancher le différend l'opposant à une ou plusieurs autres personnes.
Toutes les parties doivent cependant consentir au règlement du litige par voie arbitrale. Si une seule des parties n'accepte pas le recours à cette justice privée, seuls les tribunaux ordinaires sont compétents selon les règles normales de procédure. Le consentement des parties est donc la condition principale pour apprécier la compétence du tribunal arbitral.
Par ailleurs, la législation de chaque État peut prévoir des conditions supplémentaires pour la validité d'une procédure arbitrale. En droit français par exemple, l'arbitrage n'est possible que lorsqu'il s'agit de trancher un litige en relation avec l'activité professionnelle des parties s'agissant d'un arbitrage interne (exemple : une action en reconnaissance de paternité n'est pas arbitrable mais relève de la compétence exclusive des juridictions étatiques de droit commun. En revanche, une difficulté née d'un défaut de livraison de marchandises achetées par un commerçant à un autre commerçant dans le cadre de leurs activités professionnelles respectives pourrait être soumise à un tribunal arbitral).
Les parties peuvent manifester leur volonté de recourir à une procédure arbitrale par deux moyens :
- soit avant la naissance du litige, en stipulant une clause prévoyant qu'en cas de difficulté entre elles dans le cadre de l'exécution d'un contrat, le différend sera tranché par une juridiction arbitrale : cette clause spécifique incluse au contrat (ou prévue dans une convention qui renvoie au contrat principal) est appelée « clause compromissoire ». La clause compromissoire doit être stipulée par écrit et désigner le nom du (des) arbitre(s) ou prévoir les modalités de sa (leur) désignation lorsque le litige sera né.

- soit après la naissance du litige en rédigeant un accord soumettant le différend à l'appréciation d'un tribunal arbitral : ce document est appelé « compromis d'arbitrage » (à ne pas confondre avec le compromis de vente qui est l'échange de promesses réciproques d'achat et de vente dans le cadre, par exemple, d'une vente immobilière ou d'une cession de fonds de commerce).

Dans la pratique, il est rare que les parties s'entendent après la naissance d'un litige pour soumettre leur différend à un tribunal arbitral. En règle générale, les procédures arbitrales sont donc mises en place en raison de l'existence d'une clause compromissoire préalablement.
Dans la plupart des cas, les clauses compromissoires sont rédigées de façon minimaliste, les parties se contentant d'y indiquer le principe du recours à l'arbitrage et les modalités pratiques de désignation des arbitres. Dans une telle hypothèse, la pratique a développé la technique du compromis après clause compromissoire : lors de la première audience du tribunal arbitral, les arbitres invitent les parties à conclure un compromis d'arbitrage qui complète la clause compromissoire en réglant les détails de la procédure à suivre devant le tribunal arbitral (notamment, les règles de tenue des audiences, le nombre de mémoires d'arbitrage à échanger, etc.).

### Clause compromissoire
La clause compromissoire est la clause qui oblige les parties à un contrat de recourir à un arbitre plutôt qu'à un juge étatique pour régler un différend entre eux.
En matière d'arbitrage international, la clause compromissoire est juridiquement indépendante du contrat qui la contient, et ce en vertu d'une règle matérielle du droit international de l'arbitrage. Cela signifie en outre que la disparition du contrat contenant la clause compromissoire n'entraîne pas ipso jure la nullité de cette clause. Ainsi, la Cour de cassation a précisé que l'existence et la validité de la clause compromissoire doivent s'apprécier en vertu d'une règle matérielle propre à l'arbitrage international, sous réserve des dispositions impératives du droit français et de l'ordre public international, d'après la commune intention des parties et sans qu'il soit nécessaire de se référer à une loi étatique. Cette clause est transmissible de plein droit dans les chaînes de contrats translatifs de propriété, entre l'acquéreur et le sous-acquéreur de la chose, en tant qu'accessoire du droit d'action, lui-même accessoire du droit substantiel transmis.
La clause compromissoire est dotée de la force obligatoire et s'impose aux parties qui doivent constituer le tribunal arbitral pour trancher leur litige. La Cour de cassation a autorisé le recours au juge d'appui en matière d'arbitrage international, pour suppléer la partie défaillante dans la constitution du collège arbitral, sur le fondement du déni de justice prohibé par l'ordre public international et l'article 6-1 de la CEDH.
En vertu du principe de compétence-compétence l'arbitre peut poursuivre sa mission malgré la contestation de l'existence ou de la validité de la clause compromissoire, et demeure compétent en premier lieu pour statuer sur sa propre compétence. À l'inverse, le juge étatique saisi d'un litige relevant d'une clause compromissoire doit se déclarer incompétent et renvoyer les parties devant l'arbitre. La seule exception concerne les cas dans lesquels la clause est manifestement nulle ou inapplicable, auquel cas le juge pourra statuer sur le fond de l'affaire. Toutefois, cet examen de la clause par le juge est superficiel puisqu'il ne se livre qu'à un examen prima facie. Ainsi, dans la plupart des cas les parties seront renvoyées à l'arbitrage, même lorsque l'une d'elles conteste la validité de la clause compromissoire.

## Arbitrage international
En droit français un arbitrage est qualifié d'international lorsqu'il "met en cause des intérêts du commerce international". Les tribunaux français ont donc recours à un critère essentiellement économique pour qualifier un arbitrage d'international. Une opération mettant en jeu un flux transfrontalier de biens, de personnes, d'argent ou de services permettra d'emporter la qualification d'arbitrage international. Qualifier un arbitrage d'international emporte plusieurs conséquences, le régime de l'arbitrage international étant différent de celui de l'arbitrage interne.

### Critiques
L’arbitrage présente cependant quelques désagréments : il peut être difficile de trouver des arbitres incontestables par les deux parties et leur rémunération peut être un problème. 
L'arbitrage suscite de plus en plus de critiques et celles-ci freinent l'adoption du TAFTA. Selon Razmig Keucheyan, « En utilisant l’échelon international pour faire reculer les compromis sociaux de l’après-guerre dans les pays du Nord et instaurer un climat favorable à l’investissement dans ceux du Sud et de l’Est, l’arbitrage organise la mondialisation du capital à des conditions favorables aux classes dominantes du centre. »
Les ONG Corporate Europe Observatory et le Transnational Institute ont publié un document critique sur le fonctionnement de l'arbitrage. Leurs critiques portent notamment sur le fait que: 
- « Les arbitres tendent à privilégier le droit des investisseurs privés à l’intérêt général, révélant une partialité intrinsèque en faveur des entreprises. »
- « Des cabinets juridiques avec des départements spécialisés dans l’arbitrage cherchent toutes les occasions de poursuivre des pays – encourageant les procès contre des gouvernements en crise. »
- « Les juristes en droit des investissements ont encouragé les gouvernements à signer des traités recourant à un langage qui maximise les possibilités de litiges. Ils ont ensuite utilisé ces dispositions rédigées de manière vague dans les traités pour augmenter le nombre de contentieux[12]. »

### Organisations arbitrales internationales
La Cour permanente d'arbitrage (anciennement appelée Tribunal de La Haye) est une organisation arbitrale internationale instaurée par les conventions issues des deux premières conférences de La Haye, 107 États ayant ratifié au moins une de ces deux conventions.
La Chambre de commerce internationale est une organisation patronale commercialisant notamment des services d'arbitrage aux entreprises via sa Cour internationale d'arbitrage. Il s'agit de la principale institution mondiale de règlement des différends commerciaux internationaux[passage promotionnel]. Plus de 14 000 dossiers ont été traités par cette organisation depuis sa création[passage promotionnel]. Pour la seule année 2005, 521 affaires lui ont été soumises, impliquant un total de 1 422 parties originaires de 117 pays[passage promotionnel].

### Associations françaises pour l’arbitrage international
- Le Comité français de l'arbitrage (CFA) est une société savante créée en 1953, avec pour but l'étude, le développement et le perfectionnement de l'arbitrage. Il publie depuis 1955 la Revue de l’arbitrage et rassemble avocats, magistrats, universitaires, juristes et entreprises utilisatrices de l’arbitrage. De ce fait, le Comité français de l’arbitrage est le seul organisme s’intéressant à l’arbitrage sans aucune fonction ou finalité commerciale. Issu d'une initiative de juristes, le premier Président en a été le Professeur BATIFFOL auquel ont succédé Maître CARABIBER, le Président PREVET, Maître Jean ROBERT, Maître Bertrand MOREAU,  Maître Jean-Louis DELVOLVE et Maître Yves DERAINS.
- L’association pour l’arbitrage international encourage l’arbitrage, la résolution alternative des conflits et la médiation. L’association fut fondée en 2001 à Paris. Le but de l’association est de créer un réseau  de professionnels tels que des avocats, des magistrats, des professeurs mais également des étudiants.
- Paris Very Young Arbitration Practitioners (PVYAP), est un groupe informel à destination des jeunes praticiens parisiens de l'arbitrage. Fondé en 2012, il est compte plus de 400 membres. En janvier 2014, PVYAP a lancé le Young Arbitrators Match (Association Loi de 1901), un concours international de rédaction de sentences arbitrales, dont le but est de promouvoir la fonction de secrétaire administratif[15].

## Par pays

### France
L'arbitrage est régi en France par les articles 1442 et suivants du Code de procédure civile. C'est la procédure par laquelle on met en œuvre le compromis, tel qu'il est encadré par la règle générale de l'article 2060 du Code civil (l'état et la capacité des personnes, notamment, ne peuvent  faire l'objet d'un compromis). Il s'agit de confier à une personne privée, n'ayant aucun intérêt à la cause, la mission de rechercher une solution contractuelle, qui liera les parties au litige, lesquelles doivent d'abord avoir accepté de compromettre.
L'arbitre est investi de la mission de trancher un litige en vertu d'un contrat doté de la force obligatoire attribué au contrat par l'article 1104 du Code civil. Ce contrat peut préexister au litige (clause compromissoire) ou être conclu postérieurement à la naissance du litige (compromis).
e.
Les contrats passés entre commerçants peuvent, de plus, anticiper un litige encore inexistant en convenant  que, si une contestation survient, elle devra être résolue par un arbitrage et non par une instance judiciaire. Cette stipulation, prévue par les articles 1442 du code de procédure civile et 631 du Code de commerce, s'appelle la clause compromissoire.
L'arbitrage est une alternative à l'instance judiciaire, et le législateur a voulu que la liberté, aux termes de l'article 1460 du CPC, soit la règle. Les parties reprennent le contrôle de l'affaire et conduisent l'instance arbitrale à leur guise, l'arbitre étant un délégué. 
L'autorisation donnée à l'arbitre par les parties de statuer comme amiable compositeur a d'importants effets. Elle donne à l'arbitre la liberté, s'il le juge nécessaire, d'écarter la règle de droit qui lierait un juge et de statuer en équité. 
L'arbitrabilité d'un litige désigne sa capacité à faire l'objet d'un arbitrage. Ratione personae (relativement aux personnes); toute personne privée ou publique, physique ou morale peut recourir à un arbitrage, sous réserve du consentement des deux parties au différend. Classiquement, il existe deux modes de recours à l'arbitrage :
- soit par une clause compromissoire (article 1442 du CPC, voir plus haut) ; il s'agit d'une clause qui prévoit le recours à l'arbitrage pour un litige futur. Le recours à l'arbitrage peut donc être prévu, avant tout litige.
- soit à la conclusion d'un accord d'arbitrage (article 1447 du CPC) ;

### Royaume-Uni
Les tribunaux arbitraux sont régis en Grande-Bretagne par la loi "Arbitration Act 1996" qui intègre également les tribunaux islamiques nommés Tribunal arbitral musulman.

## Quel est l'avantage de cette procédure?
L'avantage principal de l'arbitrage est la facilité de faire exécuter les sentences dans un contexte international, la plupart des pays ayant ratifié la Convention de New York de 1958 qui reconnaît la même valeur à une sentence arbitrale qu'à un jugement national. Plus de 159 Etats ont signé cette convention relative à la reconnaissance des sentences, ce qui permet d'assurer leur exécution dans de nombreux pays.
L'affaire n'est pas jugée par un tribunal mais par un ou plusieurs particuliers appelés « arbitres » ; chacune des parties désigne son arbitre
Dans le cas où les parties leur ont donné des pouvoirs d'amiable composition, les arbitres sont dits amiables compositeurs et peuvent se dispenser d'appliquer au fond du litige les règles juridiques applicables devant les tribunaux de l'État. Mais ils restent tenus d'appliquer les principes directeurs du procès civil et de respecter l'ordre public ; de plus, l'amiable composition les oblige à statuer en équité et à se référer explicitement à l'équité comme la cause déterminante de leur décision, dans le texte de celle-ci.
Tous les arbitres se doivent d'être impartiaux et indépendants des parties puisqu'ils participent de la fonction juridictionnelle, comme le feraient des juges.  Ils rendent en effet une sentence, assimilable à un jugement, de nature juridictionnelle.
La faculté d'être arbitre est ouverte à tous, mais ce sont généralement des personnes dont la profession ou l'expérience leur confère une compétence certaine en droit ou bien des experts judiciaires.
Cette procédure par rapport aux voies de recours ordinaires (procédures devant les tribunaux) présente des avantages : plus rapide, plus discrète et moins coûteuse.

## Avantages de l'arbitrage: mythe ou réalité?
- confidentialité ; c'est selon le monde des affaires un des avantages importants de l'arbitrage, ce qui conduit ses membres à introduire des clauses compromissoires dans ses contrats ; néanmoins, en cas de recours devant les juridictions étatiques, la confidentialité est réduite ou annulée.
- rapidité ; c'est un avantage revendiqué de l'arbitrage, bien que certains arbitrages soient parfois aussi lents qu'une procédure devant une juridiction étatique, du fait de multiples recours. Remarque : les parties peuvent s'interdire d'interjeter appel et si les parties renoncent à l'appel réformation, c'est plus rapide. En revanche, en France, contrairement à la Belgique ou la Suisse, on ne peut pas s'interdire l'appel-nullité. Mais ce dernier n'est recevable, contrairement à l'appel réformation, que pour examiner des moyens de recours codifiés et en nombre limité.
- le coût ; dans la justice étatique, on ne paie pas les juges; dans l'arbitrage, il faut le plus souvent payer les arbitres. Leurs honoraires sont élevés quoique sans rapport avec les enjeux des litiges moyens ou grands.
- la technicité des arbitres d'origine juridique ; dans la pratique, beaucoup d'arbitres sont des juristes de très haut niveau : lorsque le fond du litige est juridique, ils apportent une compétence déterminante ; mais lorsque, pour trancher le litige, il convient de comprendre des faits très techniques (ce qui est fréquent dans les litiges d'affaires), ils font appel à des experts extérieurs au Tribunal arbitral : on peut alors se demander où est leur valeur ajoutée qui est censée justifier leur rémunération. Le remède consiste dans une composition adéquate du Tribunal arbitral en y intégrant les compétences nécessaires (ce qui est trop souvent omis).

Malgré l'intérêt que le monde des affaires trouve à cette procédure, il a le défaut que l'ensemble des exigences du procès équitable de 6 para. 1 CESDH ne sont pas applicables aux sentences arbitrales (Commission EDH 22, octobre 1996). En signant le compromis, les parties renoncent à la faculté de saisir une juridiction ordinaire et de se prévaloir de la Convention ESDH. Les droits des plus faibles peuvent, donc, être bafoués sans qu'ils disposent de ce recours.

## Historique
La majorité des tribunaux d'arbitrage s'inscrivent dans le cadre du Centre international pour le règlement des différends relatifs aux investissements (Cirdi) de la Banque mondiale : celui-ci recensait 38 litiges en 1996 et plus de 450 en 2011. Cette institution d'arbitrage a vocation à trancher des différends principalement entre investisseurs et Etats. S'agissant des arbitrages relatifs à des litiges commerciaux, les institutions majeures sont la Chambre de Commerce Internationale (CCI), l'American Arbitration Association (AAA) ou encore la London Court of International Arbitration (LCIA). Le rôle de ces institutions est principalement d'administrer les procédures arbitrales : assurer la communication entre les parties et les arbitres, fixer les honoraires de ces derniers mais également fournir des moyens techniques pour permettre le bon déroulement de l'arbitrage, comme la mise à disposition de salles de réunion ou d'un secrétariat. Enfin, ces institutions peuvent intervenir ponctuellement en cas de désaccord des parties sur la nomination des arbitres ou la constitution du Tribunal arbitral.
Des arbitrages peuvent toutefois se dérouler sans la supervision d'une institution d'arbitrage. De telles procédures sont alors qualifiées d'arbitrage ad hoc. En cas de désaccord entre les parties sur les modalités de l'arbitrage comme la nomination des arbitres, par exemple, c'est le juge d'appui du lieu du siège du Tribunal arbitral qui est compétent pour trancher les contestations liées à la constitution du Tribunal arbitral. 
L'amende la plus importante jamais infligée par un tribunal arbitral est celle à laquelle a été condamné l'État russe par la Cour permanente d’arbitrage de La Haye en juillet 2014 : 50 milliards de dollars d'indemnités pour les actionnaires du groupe pétrolier Ioukos, expropriés indûment selon la Cour. Dans le cadre de mesures « d'exécution de reconnaissance de la sentence », la holding GML, qui représente la majorité de ses anciens actionnaires, a fait geler des avoirs russes par les justices belge, britannique et française,.

### Ouvrages
- (en) Corporate Europe Observatory, Profiting from injustice : How law firms, arbitrators and financiers are fuelling an investment arbitration boom, Bruxelles-Amsterdam, 2012 (lire en ligne)
- (en) Yves Dezalay et Bryant G. Garth (préf. Pierre Bourdieu), Dealing in Virtue : International Commercial Arbitration and the Construction of a Transnational Legal Order, Chicago, University of Chicago Press, 1996, 354 p.
- Emmanuel Gaillard, Aspects philosophiques du droit de l'arbitrage international, Académie de droit international de La Haye, coll. « Les livres de poche de l'Académie de droit international de La Haye », 2008, 240 p. (ISBN 978-90-04-17148-0)

### Articles

#### Articles académiques
- (en) Sergio Puig, « Social Capital in the Arbitration Market », The European Journal of International Law, vol. 25, no 2,‎ 2014, p. 387–424 (lire en ligne, consulté le 30 décembre 2016)
- (en) Michael Waibel et Yanhui Wu, « Are Arbitrators Political? », Social Science Research Network Electronic Journal,‎ juillet 2012 (lire en ligne, consulté le 30 décembre 2016)
- Claire Lemercier et Jérôme Sgard  "« Une justice privée ? L’arbitrage et la construction d’un espace marchand international (1920-1960) », Actes de la recherche en sciences sociales, 2024/1 (N° 251), p. 34-49.

#### Articles de presse
- Razmig Keucheyan, « Un intellectuel discret au service du capital. À la recherche des véritables penseurs de droite », Revue du crieur, no 3,‎ mars 2016, p. 132-149